# Lambda point souscrit
Cette page contient des caractères spéciaux ou non latins. S’ils s’affichent mal (▯, ?, etc.), consultez la page d’aide Unicode.
Le lambda point souscrit, λ̣, est une lettre grecque additionnelle utilisée dans l’écriture du tsakonien par certains auteurs.

## Utilisation
Thanasis Costakis et d’autres auteurs utilisent le sigma caron ‹ λ̣ › en tsakonien pour transcrire une consonne spirante latérale alvéolaire voisée [l], par exemple dans ‹ φύλ̣ι › [ˈfili] « feuille » en tsakonien du Sud.